# Gare de Le Raincy-Villemomble-Montfermeil
Gare de Le Raincy-Villemomble-Montfermeil – stacja kolejowa w Villemomble na linii RER E E2, w regionie Île-de-France, we Francji. Znajdują się tu 2 perony.